# Cresciuti male
Cresciuti male è un singolo del gruppo pop punk italiano Bambole di pezza, pubblicato il 6 settembre 2024 come terzo estratto dal quarto album in studio Wanted.

## Descrizione
Il brano vede la partecipazione del rapper J-Ax. In merito al brano, le Bambole di pezza hanno dichiarato:
Il brano è un inno ribelle per raccontare la storia di una generazione "cresciuta male, ma invecchiata bene" che si rifiuta di conformarsi a norme e aspettative imposte dalla società. La canzone celebra la libertà di essere sempre sé stessi, abbracciando con fierezza i propri difetti anche se questo può significare crescere “male” agli occhi dell’altro, esplorando il caos abbracciato fin dalla giovinezza, tra feste sregolate, amori travagliati e rifiuto delle convenzioni.

## Video musicale
Il video è stato reso disponibile in concomitanza con il lancio del singolo attraverso il canale YouTube del gruppo.

## Tracce
Testi e musiche di Martina Ungarelli, Lisa Cerri, Daniela Piccirillo, Caterina Alessandra Dolci, Federica Rossi, Viviana Colombo, Pietro Posani, Alessandro Aleotti, Emanuele Cotto.
1. Cresciuti male (feat. J-Ax) – 2:13